# 威廉·格萊斯頓
威廉·尤尔特·格萊斯頓，FRS，FSS（William Ewart Gladstone；1809年12月29日—1898年5月19日），英國自由黨政治家。在長達60多年的職業生涯中，他擔任英國首相長達12年，從1868年開始一直任期至1894年，任期四屆。他還四次擔任財政大臣。
他於1832年首次進入下議院，開始了他的保守黨政治生涯，該組織於1834年在羅伯特·皮爾的領導下成為保守黨。格萊斯頓擔任皮爾政府的部長，並於1846年加入分離的皮埃爾特派，最終在1859年合併為新的自由黨。格萊斯頓的政治學說強調機會均等和反對貿易保護主義，被稱為格萊斯頓自由主義。他在工人階級中的聲望為他贏得了“人民的威廉”的名譽。
1868年，格拉德斯通首次擔任總理。在他的第一任職期間，進行了許多改革，包括愛爾蘭教會的解散和秘密投票的實行。1874年選舉失敗後，格拉德斯通辭去自由黨領袖的職務。
格萊斯頓通於1886年初回到辦公室，提議為愛爾蘭實行自治，但在下議院被否決。自由黨由此產生了分裂。格萊斯頓通於1892年成立了他的最後一個政府。
格萊斯頓的支持者親切地稱其為“人民的威廉”或“GOM”（Grand old man，意思為資深的老前輩，而根據他的政治對手本傑明·迪斯雷利的說法，是“上帝唯一的錯誤”）。歷史學家經常稱他為英國最偉大的領導人之一。

## 早年
格萊斯頓的父亲约翰是由伦敦迁至利物浦从事远洋贸易的商人，事业相当成功，透过运输谷物、食糖、奴隸积聚了巨额财富。至1828年，约翰的资产已达502,550英镑。致富后，他将金钱转化为地位，于苏格兰东岸阿伯丁一带置业，并且担任了多个腐败选区的国会议员。1846年，他更在罗伯特·皮尔爵士推荐之下获封为从男爵。

## 下議院生涯

### 反對鴉片戰爭
鴉片貿易遭到格萊斯頓的強烈反對。 格萊斯頓稱其為“最臭名昭著和最殘暴的”，特別是指中國與英屬印度之間的鴉片貿易。 格萊斯頓強烈反對英國在中國發動的，分別在1840年和1857年的兩次鴉片戰爭，譴責英國對華的暴力行為，並堅決反對英國在中國進行鴉片貿易。 格萊斯頓抨擊它為“巴麥尊的鴉片戰爭”。格萊斯頓在反對第一次鴉片戰爭的議會上發表了著名演講。格萊斯頓批評它為“一場戰爭，其源於不公義，其過程出於功利計算，其讓這個國家永遠蒙羞，莫此為甚。” 他對鴉片的敵意源於鴉片對妹妹海倫的影響。 由於巴麥尊引發的第一次鴉片戰爭，他最初不願在1841年前加入皮爾政府。

## 財政大臣（1852-1855）
1852年，在阿伯丁勳爵被任命為首相，輝格黨和佩勒派聯盟首領之後，格萊斯頓成為英國財政大臣。輝格爵士查爾斯·伍德爵士和托里·迪斯雷利爵士都被認為不成功，因此為格拉德斯通提供了巨大的政治機會。
1853年，他的第一筆預算幾乎完成了皮爾十一年前開始的工作，廢除了123項關稅，減少了133項關稅，從而簡化了英國的關稅。

## 反對黨（1855-1859）
保守黨領袖德比伯爵於1858年就任總理，但格萊斯頓（與其他Peelites名義上仍是保守黨一樣）拒絕了其政府職位，選擇不犧牲其自由貿易原則。

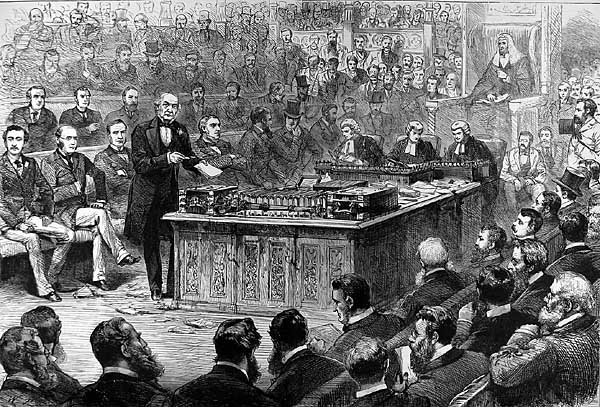
格萊斯頓於下議院辯論中發言的畫像，繪於1886年4月8日。

## 財政大臣（1859年至1866年）

### 美國南北戰爭
作為總理，格萊斯頓於1862年10月7日在紐卡斯爾發表講話，他在美國南北戰爭中支持美利堅聯盟國的獨立，聲稱杰斐遜·戴維斯 “建立了一個國家”。他認為奴隸制沒有問題。格萊斯頓首次當選國會議員時，他的父親擁有2500多名奴隸。當時英國是中立的。格拉德斯通後來對紐卡斯爾的講話感到遺憾。

### 選舉改革
1864年5月，格萊斯頓表示，他原則上認為沒有任何理由使工人階級不能被賦予特權，但是他承認，只有當工人階級對這個問題表現出更多的興趣時，這種情況才會出現。維多利亞女王對此聲明不滿意。
格萊斯頓對選舉改革和愛爾蘭教會的瓦解的支持使他與牛津大學所在地的選民疏遠了。

### 1867年成立的自由黨的領袖
羅素伯爵於1867年退休，格萊斯頓成為英國自由黨的領導人。1868年，格萊斯頓提出《愛爾蘭教會決議》。

## 首相第一任期（1868–1874）
1868年大選，南蘭開夏選區被1867年改革法令分開成西南及東南選區。格萊斯頓決定同時於西蘭開夏選區及格林威治選區競選，結果出乎意料地在自己以往的選區敗給保守黨的查爾斯·特納，但於後者當選成功進入國會，開始首屆首相任期。

## 首相第二任期（1880–1885）
自由黨贏得1880年大選後，自由黨下議院領袖哈廷頓侯爵禮讓格萊斯頓出任首相一職。1884年格萊斯頓政府通過1884年人民代表法令，使眾多農民獲得下議院選舉權。在外交方面，格萊斯頓指派格蘭維爾伯爵擔任外交大臣，卻在非洲面臨挫敗：馬赫迪戰爭在他任內爆發，蘇丹總督查理·喬治·戈登於1885年在喀土木兵敗身亡。格萊斯頓於1885年辭職。

### 引用
1. ↑  Matthew, 1986, p.3
2. ↑  Matthew, 1986, p.4
3. ↑  Kathleen L. Lodwick. . University Press of Kentucky. 2015: 86–. ISBN 978-0813149684.
4. ↑  Pierre-Arnaud Chouvy. . Harvard University Press. 2009: 9–. ISBN 978-0674051348.
5. ↑  Dr Roland Quinault; Dr Ruth Clayton Windscheffel; Mr Roger Swift. . Ashgate Publishing, Ltd. 2013: 238–. ISBN 978-1409483274.
6. ↑  Ms Louise Foxcroft. . Ashgate Publishing, Ltd. 2013: 66–. ISBN 978-1409479840.
7. ↑  William Travis Hanes; Frank Sanello. . Sourcebooks, Inc. 2004: 78–. ISBN 978-1402201493.
8. ↑  W. Travis Hanes III; Frank Sanello. . Sourcebooks. 2004: 88–. ISBN 978-1402252051.
9. ↑  Peter Ward Fay. . Univ of North Carolina Press. 2000: 290–. ISBN 978-0807861363.
10. ↑  Anne Isba. . A&C Black. 2006: 224–. ISBN 978-1-85285-471-3.
11. ↑  David William Bebbington. . Wm. B. Eerdmans Publishing. 1993: 108–. ISBN 978-0802801524.